# Якобсон, Зигфрид
Зигфрид Якобсон (нем. Siegfried Jacobsohn; 28 января 1881, Берлин, Германская империя — 3 декабря 1926, Портбоу, Испания) — немецкий писатель
, театральный критик, журналист, издатель, редактор.

## Биография
Еврейского происхождения. В 1897 году не закончив учёбу в школе, бросил её и поступил в Берлинский университет. Учился у Ульриха фон Виламовиц-Мёллендорфа, Макса Германа и Эриха Шмидта. Будучи студентом, был нанят Гельмутом Георгом фон Герлахом в качестве театрального критика для берлинского журнала «Die Welt am Montag». Под конец Первой мировой войны поддерживал антивоенную Независимую социал-демократическую партию Германии.

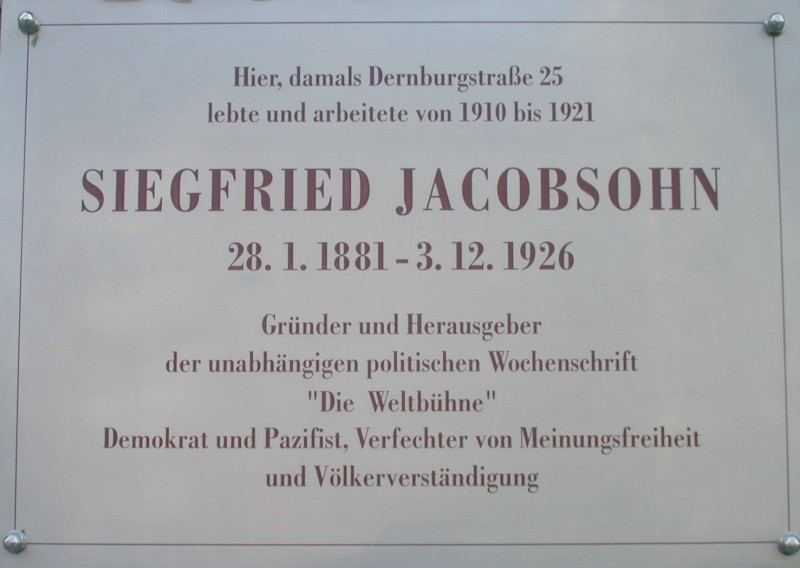
Мемориальная доска в Берлине-Шарлоттенбурге

В 1905—1918 годах издавал леводемократический пацифистский журнал «Schaubühne», посвящённый политике, искусству и культуре и «Das Tage-Buch». C 1919 года этот еженедельник под руководством З. Якобсона назывался «Ди Вельтбюне» (с нем. — «Мировая сцена»). Среди его сотрудников были Курт Тухольский, Курт Хиллер, Генрих Штрёбель, Вальтер Меринг. Большую помощь в деятельности журнала оказал Карл фон Осецкий, который после внезапной смерти З. Якобсона возглавил журнал.
Статьи и очерки З. Якобсона, опубликованные в этом журнале, вошли в ежегодники «Год сцены» («Das Jahr der Bühne», 1 — 10, 1911—1921). З. Якобсон обладал большой эрудицией, боролся за общественно-критический театр.
Похоронен на кладбище Штансдорф.

## Избранные публикации
- Das Theater der Reichshauptstadt. München: Albert Langen, 1904.
- Max Reinhardt. Berlin: Erich Reiß, 1910.
- Der Fall Jacobsohn. Berlin: Verlag der Schaubühne, 1913.
- Die ersten Tage. Konstanz: Reuß & Itta Verlagsanstalt, 1916.
- Das Jahr der Bühne. 10 Bände. Oesterheld & Co., Berlin 1912—1920. Verlag der Weltbühne, 1921.
- Max Reinhardt. Berlin: Erich Reiß, 1921.
- Briefe an Kurt Tucholsky 1915—1926. München und Hamburg: Richard von Soldenhoff, 1989.
- Gesammelte Schriften. Wallstein, Göttingen: Gunther Nickel und Alexander Weigel, 2005.